# آمار باشگاه فوتبال استقلال تهران برابر حریفان لیگ تهران

آخرین حضور استقلال در لیگ فوتبال تهران در فصل ۱۳۷۰ و آخرین قهرمانی استقلال در این مسابقات

استقلال یک باشگاه فوتبال حرفه‌ای ایرانی است که در ۴ مهر ۱۳۲۴ در شهر تهران و با نام نخستین کلوب دوچرخه‌سواران تاسیس شد. نام این تیم در ۲۲ بهمن ۱۳۲۸ با رای‌گیری هیئت مدیره وقت به تاج و بعداً به عنوان یکی از پیامدهای انقلاب اسلامی ایران در فروردین‌ماه ۱۳۵۸ به استقلال تغییر یافت.
مسابقات لیگ فوتبال تهران که در گذشته با نام‌هایی هم‌چون مسابقات قهرمانی باشگاه‌های تهران و جام باشگاه‌های تهران نیز شناخته می‌شد یک لیگ فوتبال است که از ۱۳۰۲ در شهر تهران و بین تیم‌های تهرانی برگزار می‌شود. در دورانی که مسابقات سراسری فوتبال در ایران برگزار نمی‌شد لیگ فوتبال تهران بالاترین سطح مسابقات در ایران بود. تیم استقلال نیز از نخستین فصل حضورش در فوتبال ایران در ۱۳۲۵ تا ۱۳۷۰ در مسابقات لیگ فوتبال تهران حاضر بوده و همواره یکی از مدعیان اصلی این مسابقات محسوب می‌شد و با کسب ۱۳ عنوان قهرمانی پرافتخارترین تیم تاریخ این رقابت‌هاست.

## راهنما

تاج و پاس در دیدار فینال جام باشگاه‌های تهران ۱۳۴۸

- جدول‌های زیر شامل بازی‌هایی می‌شوند که استقلال با نام دوچرخه‌سواران تا ۱۳۲۸، تاج تا ۱۳۵۷ و پس از آن با نام کنونی‌اش، استقلال، در برابر دیگر تیم‌های لیگ تهران، تعیین دسته‌بندی لیگ تهران و سوپرجام تهران انجام داده است.
- ستون‌های نخستین و آخرین نشان‌گر فصل‌های‌ست که استقلال برابر آن حریف به میدان رفته‌است.
- در ۱۳۴۳، ۱۳۵۰، ۱۳۵۸، ۱۳۵۹ و ۱۳۶۳ مسابقات لیگ تهران ناتمام ماند و آمار بازی‌های این فصل‌ها نیز در این جدول منظور شده‌اند.
- در فصل‌های فراوانی بازی‌های لیگ تهران در مراحل مختلفی همچون مقدماتی و نیمه‌نهایی و فینال و یا مرحله اول و دوم انجام شدند. در این جدول تمامی نتایج بازی‌های مراحل حذفی و مقدماتی آن فصل‌ها نیز محاسبه شده‌اند.
- ٪برد: درصد مجموع بازی‌های برده.
- نشان‌گر آن است که باشگاه دیگر وجود ندارد.

## آمار در برابر حریفان
| آمار باشگاه فوتبال استقلال تهران در برابر حریفان لیگ تهران | آمار باشگاه فوتبال استقلال تهران در برابر حریفان لیگ تهران | آمار باشگاه فوتبال استقلال تهران در برابر حریفان لیگ تهران | آمار باشگاه فوتبال استقلال تهران در برابر حریفان لیگ تهران | آمار باشگاه فوتبال استقلال تهران در برابر حریفان لیگ تهران | آمار باشگاه فوتبال استقلال تهران در برابر حریفان لیگ تهران | آمار باشگاه فوتبال استقلال تهران در برابر حریفان لیگ تهران | آمار باشگاه فوتبال استقلال تهران در برابر حریفان لیگ تهران | آمار باشگاه فوتبال استقلال تهران در برابر حریفان لیگ تهران | آمار باشگاه فوتبال استقلال تهران در برابر حریفان لیگ تهران | آمار باشگاه فوتبال استقلال تهران در برابر حریفان لیگ تهران      |
| باشگاه                                                     | تعداد                                                      | برد                                                        | مساوی                                                      | باخت                                                       | ٪ برد                                                      | نخستین                                                     | آخرین                                                      | زده                                                        | خورده                                                      | یادداشت                                                         |
| باشگاه                                                     | بازی‌ها                                                     | بازی‌ها                                                     | بازی‌ها                                                     | بازی‌ها                                                     | ٪ برد                                                      | نخستین                                                     | آخرین                                                      | گل‌ها                                                       | گل‌ها                                                       | یادداشت                                                         |
| باشگاه                                                     | بازی‌ها                                                     | بازی‌ها                                                     | بازی‌ها                                                     | بازی‌ها                                                     | ٪ برد                                                      | فصل‌های مسابقات                                             | فصل‌های مسابقات                                             | گل‌ها                                                       | گل‌ها                                                       | یادداشت                                                         |
| ---------------------------------------------------------- | ---------------------------------------------------------- | ---------------------------------------------------------- | ---------------------------------------------------------- | ---------------------------------------------------------- | ---------------------------------------------------------- | ---------------------------------------------------------- | ---------------------------------------------------------- | ---------------------------------------------------------- | ---------------------------------------------------------- | --------------------------------------------------------------- |
| سرباز                                                      | ۲                                                          | ۰                                                          | ۰                                                          | ۲                                                          | ۰٪                                                         | ۱۳۲۵                                                       | ۱۳۲۵                                                       | ۱                                                          | ۳                                                          | این تیم سرباز در ۱۳۲۸ منحل شد و بازیکنانش به تاج پیوستند.       |
| دارایی                                                     |                                                            |                                                            |                                                            |                                                            |                                                            | ۱۳۲۵                                                       | ۱۳۷۰                                                       | ۴۰                                                         | ۲۷                                                         | تیم دارایی در حال حاضر در فوتبال ایران فعالیتی ندارد.           |
| شاهین                                                      | ۳۲                                                         | ۹                                                          | ۱۵                                                         | ۸                                                          | ۲۸٪                                                        | ۱۳۲۵                                                       | ۱۳۷۰                                                       | ۴۴                                                         | ۴۱                                                         | برای اطلاعات بیشتر صفحه هماوردی دو تیم مطالعه شود.              |
| سرباز جوان                                                 |                                                            |                                                            |                                                            |                                                            |                                                            | ۱۳۲۵                                                       |                                                            | ۰                                                          | ۰                                                          |                                                                 |
| میهن‌پرور                                                   |                                                            |                                                            |                                                            |                                                            |                                                            | ۱۳۲۵                                                       |                                                            | ۰                                                          | ۰                                                          |                                                                 |
| شرق                                                        |                                                            |                                                            |                                                            |                                                            |                                                            | ۱۳۲۵                                                       |                                                            | ۱۹                                                         | ۶                                                          |                                                                 |
| عقاب                                                       |                                                            |                                                            |                                                            |                                                            |                                                            | ۱۳۲۵                                                       |                                                            | ۲۴                                                         | ۱۰                                                         | تیم عقاب در دهه ۱۳۳۰ مدتی با نام نیروی‌هوایی در مسابقات حاضر شد. |
| بانک ملی                                                   |                                                            |                                                            |                                                            |                                                            |                                                            | ۱۳۲۵                                                       |                                                            | ۲۲                                                         | ۲                                                          |                                                                 |
| توانا                                                      |                                                            |                                                            |                                                            |                                                            |                                                            | ۱۳۲۶                                                       |                                                            | ۴                                                          | ۰                                                          |                                                                 |
| تهران جوان                                                 |                                                            |                                                            |                                                            |                                                            |                                                            | ۱۳۲۸                                                       |                                                            | ۳۵                                                         | ۱۴                                                         |                                                                 |
| شهباز                                                      |                                                            |                                                            |                                                            |                                                            |                                                            | ۱۳۲۸                                                       |                                                            | ۱                                                          | ۰                                                          |                                                                 |
| دماوند                                                     |                                                            |                                                            |                                                            |                                                            |                                                            | ۱۳۲۸                                                       |                                                            | ۹                                                          | ۰                                                          |                                                                 |
| شرق‌جوان                                                    |                                                            |                                                            |                                                            |                                                            |                                                            | ۱۳۲۹                                                       |                                                            | ۵                                                          | ۰                                                          |                                                                 |
| پولاد                                                      |                                                            |                                                            |                                                            |                                                            |                                                            | ۱۳۳۲                                                       |                                                            | ۲۶                                                         | ۲                                                          |                                                                 |
| نیروشرق                                                    |                                                            |                                                            |                                                            |                                                            |                                                            | ۱۳۳۲                                                       |                                                            | ۰                                                          | ۰                                                          |                                                                 |
| هدف                                                        |                                                            |                                                            |                                                            |                                                            |                                                            | ۱۳۳۲                                                       |                                                            | ۰                                                          | ۰                                                          |                                                                 |
| موتوری ارتش                                                |                                                            |                                                            |                                                            |                                                            |                                                            | ۱۳۳۲                                                       |                                                            | ۲۳                                                         | ۰                                                          |                                                                 |
| شعاع                                                       |                                                            |                                                            |                                                            |                                                            |                                                            | ۱۳۳۳                                                       |                                                            |                                                            |                                                            |                                                                 |
| سپه                                                        |                                                            |                                                            |                                                            |                                                            |                                                            | ۱۳۳۶                                                       |                                                            | ۱۱                                                         | ۱                                                          |                                                                 |
| داریوش                                                     |                                                            |                                                            |                                                            |                                                            |                                                            | ۱۳۳۶                                                       |                                                            | ۲۵                                                         | ۱                                                          |                                                                 |
| کیان                                                       |                                                            |                                                            |                                                            |                                                            |                                                            | ۱۳۳۶                                                       |                                                            | ۲۰                                                         | ۶                                                          |                                                                 |
| آرارات                                                     |                                                            |                                                            |                                                            |                                                            |                                                            | ۱۳۳۸                                                       | ۱۳۷۰                                                       | ۱۸                                                         | ۵                                                          |                                                                 |
| کوروش                                                      |                                                            |                                                            |                                                            |                                                            |                                                            | ۴۰–۱۳۳۹                                                    | ۴۰–۱۳۳۹                                                    | ۱۶                                                         | ۰                                                          |                                                                 |
| البرز                                                      |                                                            |                                                            |                                                            |                                                            |                                                            | ۴۰–۱۳۳۹                                                    | ۴۰–۱۳۳۹                                                    | ۰                                                          | ۰                                                          |                                                                 |
| شجاعت                                                      |                                                            |                                                            |                                                            |                                                            |                                                            | ۴۰–۱۳۳۹                                                    | ۴۰–۱۳۳۹                                                    | ۸                                                          | ۰                                                          |                                                                 |
| دیهیم                                                      |                                                            |                                                            |                                                            |                                                            |                                                            | ۴۰–۱۳۳۹                                                    |                                                            | ۴۳                                                         | ۵                                                          | تیم دیهیم از تیم‌های پایه تاج بود.                               |
| نادر                                                       |                                                            |                                                            |                                                            |                                                            |                                                            | ۴۰–۱۳۳۹                                                    |                                                            | ۱۶                                                         | ۸                                                          |                                                                 |
| جعفری                                                      |                                                            |                                                            |                                                            |                                                            |                                                            | ۱۳۴۳                                                       |                                                            | ۷                                                          | ۳                                                          |                                                                 |
| پاس                                                        | ۱۴                                                         | ۴                                                          | ۷                                                          | ۳                                                          | ۲۹٪                                                        | ۱۳۴۴                                                       | ۱۳۷۰                                                       | ۱۲                                                         | ۹                                                          | برای اطلاعات بیشتر صفحه هماوردی دو تیم مطالعه شود.              |
| راه‌آهن                                                     |                                                            |                                                            |                                                            |                                                            |                                                            | ۴۵–۱۳۴۴                                                    |                                                            | ۲۷                                                         | ۹                                                          | تیم راه‌آهن در حال حاضر در فوتبال ایران فعال نیست.               |
| دژبان                                                      |                                                            |                                                            |                                                            |                                                            |                                                            | ۱۳۴۶                                                       |                                                            | ۳                                                          | ۰                                                          |                                                                 |
| شهربانی                                                    |                                                            |                                                            |                                                            |                                                            |                                                            | ۱۳۴۶                                                       |                                                            | ۱۱                                                         | ۱                                                          |                                                                 |
| برق                                                        |                                                            |                                                            |                                                            |                                                            |                                                            | ۴۸–۱۳۴۷                                                    |                                                            | ۲۰                                                         | ۳                                                          |                                                                 |
| پرسپولیس                                                   | ۱۴                                                         | ۳                                                          | ۹                                                          | ۲                                                          | ۲۲٪                                                        | ۴۸–۱۳۴۷                                                    | ۱۳۷۰                                                       | ۱۳                                                         | ۹                                                          | برای اطلاعات بیشتر صفحه هماوردی دو تیم مطالعه شود.              |
| نگهبان                                                     |                                                            |                                                            |                                                            |                                                            |                                                            | ۱۳۴۸                                                       |                                                            | ۱                                                          | ۱                                                          |                                                                 |
| آتش‌نشانی                                                   |                                                            |                                                            |                                                            |                                                            |                                                            | ۱۳۴۸                                                       |                                                            | ۹                                                          | ۲                                                          |                                                                 |
| اقبال                                                      |                                                            |                                                            |                                                            |                                                            |                                                            | ۱۳۴۸                                                       |                                                            | ۷                                                          | ۱                                                          |                                                                 |
| دخانیات                                                    |                                                            |                                                            |                                                            |                                                            |                                                            | ۱۳۴۸                                                       |                                                            | ۷                                                          | ۰                                                          |                                                                 |
| گارد                                                       |                                                            |                                                            |                                                            |                                                            |                                                            | ۱۳۴۸                                                       | ۱۳۷۰                                                       | ۵                                                          | ۴                                                          |                                                                 |
| پیکان                                                      | ۱                                                          | ۰                                                          | ۰                                                          | ۱                                                          | ۰٪                                                         | ۱۳۴۸                                                       | ۱۳۴۸                                                       | ۰                                                          | ۲                                                          | پیکان در فاصله سال‌های ۱۳۴۹ تا ۱۳۷۹ در فوتبال فعالیت نداشت.      |
| پیام                                                       |                                                            |                                                            |                                                            |                                                            |                                                            | ۵۰–۱۳۴۹                                                    |                                                            |                                                            |                                                            |                                                                 |
| افسر                                                       |                                                            |                                                            |                                                            |                                                            |                                                            | ۵۰–۱۳۴۹                                                    |                                                            | ۸                                                          | ۰                                                          |                                                                 |
| قصر یخ                                                     |                                                            |                                                            |                                                            |                                                            |                                                            | ۵۰–۱۳۴۹                                                    |                                                            | ۳                                                          | ۰                                                          |                                                                 |
| اکباتان                                                    |                                                            |                                                            |                                                            |                                                            |                                                            | ۱۳۵۸                                                       |                                                            | ۱۱                                                         | ۴                                                          |                                                                 |
| سرباز                                                      | ۱                                                          | ۰                                                          | ۰                                                          | ۱                                                          | ۰٪                                                         | ۱۳۵۸                                                       | ۱۳۵۸                                                       | ۰                                                          | ۲                                                          |                                                                 |
| نفت                                                        |                                                            |                                                            |                                                            |                                                            |                                                            | ۱۳۶۰                                                       |                                                            | ۶                                                          | ۱                                                          |                                                                 |
| بوتان                                                      |                                                            |                                                            |                                                            |                                                            |                                                            | ۱۳۶۰                                                       |                                                            | ۵                                                          | ۷                                                          |                                                                 |
| صنایع دفاع                                                 |                                                            |                                                            |                                                            |                                                            |                                                            | ۱۳۶۰                                                       |                                                            | ۱                                                          | ۰                                                          |                                                                 |
| نیرومند                                                    |                                                            |                                                            |                                                            |                                                            |                                                            | ۱۳۶۱                                                       |                                                            | ۲                                                          | ۰                                                          |                                                                 |
| وحدت                                                       |                                                            |                                                            |                                                            |                                                            |                                                            | ۱۳۶۱                                                       |                                                            | ۸                                                          | ۲                                                          |                                                                 |
| سعدآباد                                                    |                                                            |                                                            |                                                            |                                                            |                                                            | ۱۳۶۱                                                       |                                                            | ۳                                                          | ۱                                                          |                                                                 |
| نیروی زمینی                                                | ۸                                                          | ۸                                                          | ۰                                                          | ۰                                                          | ۱۰۰٪                                                       | ۱۳۶۱                                                       | ۱۳۷۰                                                       | ۲۰                                                         | ۲                                                          |                                                                 |
| پیام                                                       | ۲                                                          | ۱                                                          | ۰                                                          | ۱                                                          | ۵۰٪                                                        | ۱۳۶۲                                                       | ۱۳۶۴                                                       |                                                            |                                                            |                                                                 |
| دریانوردان                                                 | ۲                                                          | ۲                                                          | ۰                                                          | ۰                                                          | ۱۰۰٪                                                       | ۱۳۶۳                                                       | ۱۳۶۴                                                       | ۴                                                          | ۱                                                          |                                                                 |
| صدا و سیما                                                 | ۱                                                          | ۱                                                          | ۰                                                          | ۰                                                          | ۱۰۰٪                                                       | ۱۳۶۴                                                       | ۱۳۶۴                                                       | ۵                                                          | ۱                                                          |                                                                 |
| پتروشیمی                                                   | ۲                                                          | ۱                                                          | ۱                                                          | ۰                                                          | ۵۰٪                                                        | ۱۳۶۵                                                       | ۱۳۶۶                                                       | ۲                                                          | ۰                                                          |                                                                 |
| گسترش                                                      | ۶                                                          | ۵                                                          | ۰                                                          | ۱                                                          | ۸۳٪                                                        | ۱۳۶۵                                                       | ۱۳۷۰                                                       | ۱۲                                                         | ۵                                                          |                                                                 |
| ستاد مشترک                                                 | ۲                                                          | ۲                                                          | ۰                                                          | ۰                                                          | ۱۰۰٪                                                       | ۱۳۶۵                                                       | ۱۳۶۶                                                       | ۴                                                          | ۱                                                          |                                                                 |
| مهر شمیران                                                 | ۱                                                          | ۰                                                          | ۱                                                          | ۰                                                          | ۰٪                                                         | ۱۳۶۶                                                       | ۱۳۶۶                                                       | ۰                                                          | ۰                                                          |                                                                 |
| صنعت و معدن                                                | ۳                                                          | ۲                                                          | ۱                                                          | ۰                                                          | ۶۳٪                                                        | ۱۳۶۷                                                       | ۱۳۶۹                                                       | ۳                                                          | ۱                                                          |                                                                 |
| بنیاد شهید                                                 | ۴                                                          | ۴                                                          | ۰                                                          | ۰                                                          | ۱۰۰٪                                                       | ۱۳۶۷                                                       | ۱۳۷۰                                                       | ۹                                                          | ۳                                                          |                                                                 |
| بانک سپه                                                   | ۲                                                          | ۲                                                          | ۰                                                          | ۰                                                          | ۱۰۰٪                                                       | ۱۳۶۸                                                       | ۱۳۶۹                                                       | ۲                                                          | ۰                                                          |                                                                 |
| ژاندارمری                                                  | ۲                                                          | ۲                                                          | ۰                                                          | ۰                                                          | ۱۰۰٪                                                       | ۱۳۶۸                                                       | ۱۳۶۹                                                       | ۵                                                          | ۰                                                          |                                                                 |
| پورا                                                       | ۲                                                          | ۲                                                          | ۰                                                          | ۰                                                          | ۱۰۰٪                                                       | ۱۳۶۹                                                       | ۱۳۷۰                                                       | ۴                                                          | ۰                                                          | تیم پورا با خرید امتیاز تیم قدیمی کیان مجوز فعالیت را گرفت.     |
| انتظام                                                     | ۱                                                          | ۱                                                          | ۰                                                          | ۰                                                          | ۱۰۰٪                                                       | ۱۳۷۰                                                       | ۱۳۷۰                                                       | ۲                                                          | ۰                                                          |                                                                 |
| وحدت فولاد                                                 | ۱                                                          | ۰                                                          | ۱                                                          | ۰                                                          | ۰٪                                                         | ۱۳۷۰                                                       | ۱۳۷۰                                                       | ۱                                                          | ۱                                                          |                                                                 |
| کشتیرانی                                                   | ۱                                                          | ۱                                                          | ۰                                                          | ۰                                                          | ۱۰۰٪                                                       | ۱۳۷۰                                                       | ۱۳۷۰                                                       | ۳                                                          | ۱                                                          |                                                                 |
| کشاورز                                                     | ۱                                                          | ۰                                                          | ۱                                                          | ۰                                                          | ۰٪                                                         | ۱۳۷۰                                                       | ۱۳۷۰                                                       | ۰                                                          | ۰                                                          |                                                                 |
| بانک تجارت                                                 | ۱                                                          | ۱                                                          | ۰                                                          | ۰                                                          | ۱۰۰٪                                                       | ۱۳۷۰                                                       | ۱۳۷۰                                                       | ۵                                                          | ۱                                                          |                                                                 |

### تعیین دسته‌بندی
در دو فصل ۴۸–۱۳۴۷ و ۱۳۵۹ پیش از برگزاری مسابقات اصلی باشگاه‌های تهران مسابقاتی برای تعیین دسته‌های باشگاه‌های تهران برگزار شد. در فصل ۴۸–۱۳۴۷ مسابقات دسته‌بندی با حضور ۵۸ تیم در ۱۲ گروه در آبان ۱۳۴۷ برگزار شد اما مسابقات اصلی با فاصله بسیار و در تابستان ۱۳۴۸ برگزار شد. در سال ۱۳۵۹ نیز مسابقات دسته بندی با شرکت ۱۱۴ تیم در ۱۴ گروه در بهار ۱۳۵۹ برگزار شد و آغاز بازی‌های اصلی به پاییز همان سال و بعد از برگزاری جام ملت‌های آسیا ۱۹۸۰ موکول شد اما با حمله عراق به ایران و آغاز جنگ ایران و عراق در ۳۱ شهریور ۱۳۵۹ این بازی‌ها برگزار نشد. استقلال در هر دو مرتبه در گروهش اول شده بود و در ۱۳۴۸ تاج توانست قهرمان بازی‌های باشگاه‌های تهران نیز بشود.
| آمار باشگاه فوتبال استقلال تهران در برابر حریفان دسته‌بندی لیگ تهران | آمار باشگاه فوتبال استقلال تهران در برابر حریفان دسته‌بندی لیگ تهران | آمار باشگاه فوتبال استقلال تهران در برابر حریفان دسته‌بندی لیگ تهران | آمار باشگاه فوتبال استقلال تهران در برابر حریفان دسته‌بندی لیگ تهران | آمار باشگاه فوتبال استقلال تهران در برابر حریفان دسته‌بندی لیگ تهران | آمار باشگاه فوتبال استقلال تهران در برابر حریفان دسته‌بندی لیگ تهران | آمار باشگاه فوتبال استقلال تهران در برابر حریفان دسته‌بندی لیگ تهران | آمار باشگاه فوتبال استقلال تهران در برابر حریفان دسته‌بندی لیگ تهران | آمار باشگاه فوتبال استقلال تهران در برابر حریفان دسته‌بندی لیگ تهران | آمار باشگاه فوتبال استقلال تهران در برابر حریفان دسته‌بندی لیگ تهران | آمار باشگاه فوتبال استقلال تهران در برابر حریفان دسته‌بندی لیگ تهران |
| باشگاه                                                              | تعداد                                                               | برد                                                                 | مساوی                                                               | باخت                                                                | ٪ برد                                                               | نخستین                                                              | آخرین                                                               | زده                                                                 | خورده                                                               | یادداشت                                                             |
| باشگاه                                                              | بازی‌ها                                                              | بازی‌ها                                                              | بازی‌ها                                                              | بازی‌ها                                                              | ٪ برد                                                               | فصل‌های مسابقات                                                      | فصل‌های مسابقات                                                      | گل‌ها                                                                | گل‌ها                                                                | یادداشت                                                             |
| ------------------------------------------------------------------- | ------------------------------------------------------------------- | ------------------------------------------------------------------- | ------------------------------------------------------------------- | ------------------------------------------------------------------- | ------------------------------------------------------------------- | ------------------------------------------------------------------- | ------------------------------------------------------------------- | ------------------------------------------------------------------- | ------------------------------------------------------------------- | ------------------------------------------------------------------- |
| آریا                                                                | ۱                                                                   | ۱                                                                   | ۰                                                                   | ۰                                                                   | ۱۰۰٪                                                                | ۴۸–۱۳۴۷                                                             | ۴۸–۱۳۴۷                                                             |                                                                     |                                                                     |                                                                     |
| ورزنده                                                              | ۱                                                                   | ۱                                                                   | ۰                                                                   | ۰                                                                   | ۱۰۰٪                                                                | ۴۸–۱۳۴۷                                                             | ۴۸–۱۳۴۷                                                             |                                                                     |                                                                     |                                                                     |
| داریوش                                                              | ۱                                                                   | ۱                                                                   | ۰                                                                   | ۰                                                                   | ۱۰۰٪                                                                | ۴۸–۱۳۴۷                                                             | ۴۸–۱۳۴۷                                                             |                                                                     |                                                                     |                                                                     |
| حمل و نقل                                                           | ۱                                                                   | ۱                                                                   | ۰                                                                   | ۰                                                                   | ۱۰۰٪                                                                | ۴۸–۱۳۴۷                                                             | ۴۸–۱۳۴۷                                                             |                                                                     |                                                                     |                                                                     |
| نکوگر                                                               | ۱                                                                   | ۱                                                                   | ۰                                                                   | ۰                                                                   | ۱۰۰٪                                                                | ۱۳۵۹                                                                | ۱۳۵۹                                                                |                                                                     |                                                                     |                                                                     |
| همایون                                                              | ۱                                                                   | ۰                                                                   | ۱                                                                   | ۰                                                                   | ۰٪                                                                  | ۱۳۵۹                                                                | ۱۳۵۹                                                                |                                                                     |                                                                     |                                                                     |
| جنرال‌تایر                                                           | ۱                                                                   | ۱                                                                   | ۰                                                                   | ۰                                                                   | ۱۰۰٪                                                                | ۱۳۵۹                                                                | ۱۳۵۹                                                                |                                                                     |                                                                     |                                                                     |
| زمانی                                                               | ۱                                                                   | ۱                                                                   | ۰                                                                   | ۰                                                                   | ۱۰۰٪                                                                | ۱۳۵۹                                                                | ۱۳۵۹                                                                |                                                                     |                                                                     |                                                                     |
| شاه‌مردان                                                            | ۱                                                                   | ۱                                                                   | ۰                                                                   | ۰                                                                   | ۱۰۰٪                                                                | ۱۳۵۹                                                                | ۱۳۵۹                                                                |                                                                     |                                                                     |                                                                     |
| ایزدمهرآباد                                                         | ۱                                                                   | ۱                                                                   | ۰                                                                   | ۰                                                                   | ۱۰۰٪                                                                | ۱۳۵۹                                                                | ۱۳۵۹                                                                |                                                                     |                                                                     |                                                                     |
| مرکز آمار                                                           | ۱                                                                   | ۱                                                                   | ۰                                                                   | ۰                                                                   | ۱۰۰٪                                                                | ۱۳۵۹                                                                | ۱۳۵۹                                                                |                                                                     |                                                                     |                                                                     |

### سوپرجام تهران
سوپرجام تهران مسابقاتی بود که در سال‌های ۱۳۷۱ و ۱۳۷۳ برای تعیین نمایندگان استان تهران در مسابقات سراسری لیگ آزادگان برگزار شد. برگزاری این مسابقات با حواشی زیاد همراه بود. در دوره نخست استقلال در بین هشت تیم هفتم شد و از حضور در جام آزادگان ۱۳۷۲ بازماند و در سال ۱۳۷۳ استقلال قهرمان سوپرجام تهران شد و در ادامه به جام آزادگان ۱۳۷۳ راه یافت و عنوان دومی این جام را از آن خود کرد.
| آمار باشگاه فوتبال استقلال تهران در برابر حریفان سوپرجام تهران | آمار باشگاه فوتبال استقلال تهران در برابر حریفان سوپرجام تهران | آمار باشگاه فوتبال استقلال تهران در برابر حریفان سوپرجام تهران | آمار باشگاه فوتبال استقلال تهران در برابر حریفان سوپرجام تهران | آمار باشگاه فوتبال استقلال تهران در برابر حریفان سوپرجام تهران | آمار باشگاه فوتبال استقلال تهران در برابر حریفان سوپرجام تهران | آمار باشگاه فوتبال استقلال تهران در برابر حریفان سوپرجام تهران | آمار باشگاه فوتبال استقلال تهران در برابر حریفان سوپرجام تهران | آمار باشگاه فوتبال استقلال تهران در برابر حریفان سوپرجام تهران | آمار باشگاه فوتبال استقلال تهران در برابر حریفان سوپرجام تهران | آمار باشگاه فوتبال استقلال تهران در برابر حریفان سوپرجام تهران |
| باشگاه                                                         | تعداد                                                          | برد                                                            | مساوی                                                          | باخت                                                           | ٪ برد                                                          | نخستین                                                         | آخرین                                                          | زده                                                            | خورده                                                          | یادداشت                                                        |
| باشگاه                                                         | بازی‌ها                                                         | بازی‌ها                                                         | بازی‌ها                                                         | بازی‌ها                                                         | ٪ برد                                                          | فصل‌های مسابقات                                                 | فصل‌های مسابقات                                                 | گل‌ها                                                           | گل‌ها                                                           | یادداشت                                                        |
| -------------------------------------------------------------- | -------------------------------------------------------------- | -------------------------------------------------------------- | -------------------------------------------------------------- | -------------------------------------------------------------- | -------------------------------------------------------------- | -------------------------------------------------------------- | -------------------------------------------------------------- | -------------------------------------------------------------- | -------------------------------------------------------------- | -------------------------------------------------------------- |
| پیروزی                                                         | ۱                                                              | ۰                                                              | ۱                                                              | ۰                                                              | ۰٪                                                             | ۱۳۷۱                                                           | ۱۳۷۱                                                           |                                                                |                                                                | برای اطلاعات بیشتر صفحه هماوردی دو تیم مطالعه شود.             |
| کشاورز                                                         | ۲                                                              | ۱                                                              | ۱                                                              | ۰                                                              | ۵۰٪                                                            | ۱۳۷۱                                                           | ۱۳۷۳                                                           |                                                                |                                                                |                                                                |
| پورا                                                           | ۲                                                              | ۱                                                              | ۱                                                              | ۰                                                              | ۵۰٪                                                            | ۱۳۷۱                                                           | ۱۳۷۳                                                           |                                                                |                                                                |                                                                |
| بانک تجارت                                                     | ۲                                                              | ۰                                                              | ۲                                                              | ۰                                                              | ۰٪                                                             | ۱۳۷۱                                                           | ۱۳۷۳                                                           |                                                                |                                                                |                                                                |
| سایپا                                                          | ۱                                                              | ۰                                                              | ۰                                                              | ۱                                                              | ۰٪                                                             | ۱۳۷۱                                                           | ۱۳۷۱                                                           |                                                                |                                                                |                                                                |
| پاس                                                            | ۲                                                              | ۰                                                              | ۱                                                              | ۱                                                              | ۰٪                                                             | ۱۳۷۱                                                           | ۱۳۷۳                                                           |                                                                |                                                                | برای اطلاعات بیشتر صفحه هماوردی دو تیم مطالعه شود.             |
| گسترش                                                          | ۱                                                              | ۰                                                              | ۱                                                              | ۰                                                              | ۰٪                                                             | ۱۳۷۱                                                           | ۱۳۷۱                                                           |                                                                |                                                                |                                                                |
| پارس‌خودرو                                                      | ۱                                                              | ۱                                                              | ۰                                                              | ۰                                                              | ۱۰۰٪                                                           | ۱۳۷۳                                                           | ۱۳۷۳                                                           |                                                                |                                                                |                                                                |
| آرارات                                                         | ۱                                                              | ۱                                                              | ۰                                                              | ۰                                                              | ۱۰۰٪                                                           | ۱۳۷۳                                                           | ۱۳۷۳                                                           |                                                                |                                                                |                                                                |